# 탕린
탕린(중국어: 唐琳, 병음: Táng Lín, 한자음: 당림, 1976년 5월 7일~)은 중화인민공화국의 유도 선수, 체육행정인이다. 2000년 하계 올림픽 여자 하프헤비급에서 금메달을 획득했다.
현역 은퇴 후 쓰촨성 체육국의 행정가로 활동하고 있다.